# 沈文燾
沈文燾，SBS，JP（1948年—），前任香港庫務署署長及前任香港財務匯報局行政總裁。

## 簡歷
沈文燾出生於廣州，幼時移居香港。1968年畢業於東華三院第一中學。畢業後先後任職於滙豐銀行，羅兵咸會計師事務所等公司。1978年11月，沈文燾加入政府任職庫務會計師。他於1984年10月晉升為高級庫務會計師，1987年6月升為總庫務會計師，1991年7月升為庫務署助理署長，1995年6月升為庫務署副署長，並於1999年升任庫務署署長。沈於2003年自政府退休，於2007年獲委任為財務滙報局首任行政總裁，並於2010年再次退休。

## 個人生活
沈文燾已婚, 育有兩女。長女及女婿俱為會計師。

## 榮譽
- 2003年 銀紫荊星章[4]

## 資料來源
1. 1 2  .   [2018-11-24]. （原始内容存档于2004-11-26）.
2. ↑  . 香港經濟日報. 2007年1月24日  [2018年11月24日]. （原始内容存档于2019年8月24日）.
3. ↑  >. 香港東方日報. 2010年1月29日  [2018年11月24日]. （原始内容存档于2019年8月27日）.
4. ↑  . 文匯報. 2003-07-01  [2020-10-18]. （原始内容存档于2020-11-05）.